# (466592) 2014 UT121
(466592) 2014 UT121 es un asteroide perteneciente al cinturón de asteroides, descubierto el 3 de enero de 2000 por el equipo Spacewatch desde el Observatorio Nacional de Kitt Peak (Arizona, Estados Unidos).